# Brachygluta arguta
Brachygluta arguta är en skalbaggsart som först beskrevs av Thomas Casey 1897.  Brachygluta arguta ingår i släktet Brachygluta och familjen kortvingar. Inga underarter finns listade i Catalogue of Life.